# Bammatbekiourt
Bammatbekyourt (en russe : Бамматбекюрт) est un ancien village du Daghestan, dans l'actuelle fédération de Russie. Il forme aujourd'hui un quartier de la ville de Khassaviourt, centre administratif du raïon du même nom, dans la plaine koumyke. Sa population d'environ quatre mille habitants est presque exclusivement tchétchène. Ce quartier se trouve au nord-est du centre-ville.

## Histoire
Pendant la guerre du Caucase, qui s'étend de 1816 à 1864 en plusieurs phases, le village originel fut vidé de ses habitants koumyks, répartis entre des villages voisins. Un nouveau village du nom de Novo-Vladimirovka fut construit à sa place par les Cosaques du Terek. Quelques familles de colons allemands s'y installèrent également au début du XXe siècle. Ces dernières fuirent le village, lorsque les Tchétchènes le pillèrent et l'incendièrent à plusieurs reprises en 1918 et 1919, pendant la guerre civile russe, avant que le pouvoir soviétique ne s'installe dans la région.

## Source
- (ru) Cet article est partiellement ou en totalité issu de l’article de Wikipédia en russe intitulé « Бамматбекюрт » (voir la liste des auteurs).